# Llista de metges de l'antiguitat

## Alexandria
- Adamanti (415).

## Antiga grècia
- Ablabi (metge) (segle ii).
- Acumen (segle v aC).
- Acèsies (segle iv aC).
- Andreas (metge)
- Agatòtic (segle iv o V).
- Agnòdice (IV o III aC).
- Andró (metge)
- Andrònic (metge)
- Antígenes (metge del segle III aC)
- Antígenes (metge del segle II)
- Antígon (metge)
- Antíoc (metge)
- Antípater (metge)
- Hipòcrates
- Ptolemeu el metge